# Albrecht IV van Mecklenburg
Albrecht IV van Mecklenburg (circa 1362 - 24 of 31 december 1388) was van 1383 tot aan zijn dood hertog van Mecklenburg. Hij behoorde tot het huis Mecklenburg.

## Levensloop
Albrecht IV was de zoon van hertog Hendrik III en diens echtgenote Ingeborg, dochter van koning Waldemar IV van Denemarken. Als kleinzoon van Waldemar IV maakte Albrecht aanspraak op de Deense troon, maar na de dood van Waldemar IV in 1375 werd niet hij, maar koning Olaf IV van Noorwegen, koning van Denemarken.
Na de dood van zijn vader Hendrik III in 1383 werd hij samen met zijn oom Magnus I hertog van Mecklenburg. Na de dood van Magnus I in 1384 regeerde Albrecht IV samen met zijn neef Johan IV en zijn oom Albrecht III.
Albrecht IV was gehuwd met Elisabeth (1360-1416), dochter van graaf Nicolaas van Holstein-Rendsburg. Het huwelijk bleef echter kinderloos. Eind december 1388 stierf hij. Zijn weduwe Elisabeth hertrouwde in 1404 met hertog Erik V van Saksen-Lauenburg.